# 21639 Davidkaufman
A 21639 Davidkaufman (ideiglenes jelöléssel 1999 ND39) a Naprendszer kisbolygóövében található aszteroida. A LINEAR projekt keretében fedezték fel 1999. július 14-én.